# Austropolyphaga
Austropolyphaga är ett släkte av kackerlackor. Austropolyphaga ingår i familjen Polyphagidae.
Kladogram enligt Catalogue of Life:
| Austropolyphaga | \| \| Austropolyphaga perkinsi \| \| \| \| \| \| Austropolyphaga queenslandensis \| \| \| \| |
|                 | \| \| Austropolyphaga perkinsi \| \| \| \| \| \| Austropolyphaga queenslandensis \| \| \| \| |
|                 | Austropolyphaga perkinsi                                                                     |
|                 |                                                                                              |
|                 | Austropolyphaga queenslandensis                                                              |
|                 |                                                                                              |